# Batman : Noël
Batman : Noël (Batman: Noël) est un one-shot mettant en scène le héros éponyme. Il est réalisé par Lee Bermejo au scénario et au dessin. Todd Klein s'est occupé de l'encrage et Barbara Ciardo l'a colorié.
L'histoire est une réinterprétation d'Un chant de Noël de Charles Dickens. Elle est narrée du point de vue d'un des hommes de main du Joker.

## Synopsis
À Gotham City, en plein hiver, un homme prénommé Bob a des problèmes financiers. Travaillant comme livreur pour le Joker, il trouve un paquet plein d'argent dans une poubelle, mais presque immédiatement, Batman (représentant Scrooge d'après le narrateur), l'attaque et demande à savoir où est le Joker. Quand Bob lui répond qu'il l'ignore, il le laisse partir mais lui pose un traceur. Bob rentre chez lui et retrouve son fils, Tim.
De retour à la Batcave, Bruce observe Bob et son fils, informant Alfred qu'il a l'intention de faire arrêter le père pour que son fils n'ait pas la chance de suivre ses pas. Alfred lui rappelle alors qu'un plan similaire a mené à la mort de son ancien partenaire, Robin. Plus tard, Bruce qui a attrapé froid, a une vision de Robin (jouant le rôle de Jacob Marley). La vision va le déranger tout au long de la nuit.

## Personnages

### Personnages principaux
- Bob et Tim Crachit
- Batman : Ebenezer Scrooge
- Robin : Jacob Marley
- Catwoman : Fantôme des Noëls passés
- Superman : Fantôme des Noëls présents
- le Joker : Fantôme des Noëls futurs

### Personnages secondaires
- Alfred Pennyworth
- Jim Gordon

## Éditions
- Sorti le 2 novembre 2011 aux Etats-Unis.
- 2012 en France: Batman : Noël, Urban Comics  (ISBN 978-2-3657-7126-9).

## Jeux vidéo
Dans Batman: Arkham Origins, le costume de Batman : Noël est une tenue alternative qui peut être utilisée en mode Défi, en mode multijoueurs en ligne, et dans le mode Histoire après avoir fini l'histoire principale en niveau Normal ou Difficile.
Le jeu Batman: Arkham Knight de 2015 offre aussi le costume de Batman : Noël en tant que DLC gratuit, qui sortit au moment de Noël.

## Référence
- (en) Cet article est partiellement ou en totalité issu de l’article de Wikipédia en anglais intitulé « Batman: Noël » (voir la liste des auteurs).